# Interferenza (baseball)
Nel baseball, si verifica un'interferenza quando una persona modifica irregolarmente l'andamento della giocata. L'interferenza può essere commessa dai giocatori in attacco, giocatori non in campo, ricevitori, arbitri o spettatori.
Quando un difensore ostacola un corridore, non si verifica un'interferenza, ma un'ostruzione.

## Interferenza offensiva

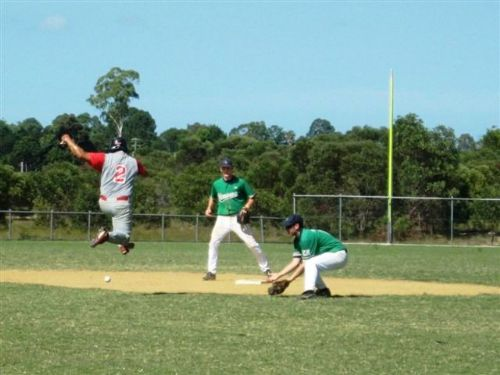
Un corridore salta sopra una palla per evitare un'interferenza offensiva

Il caso più comune di interferenza avviene quando uno dei giocatori della squadra in attacco ostacola fisicamente la squadra difensiva, diminuendo la possibilità di effettuare un'eliminazione o aumentando la possibilità di un corridore di avanzare. Quando si verifica un caso di interferenza offensiva, l'arbitro dichiara la palla morta. Se l'interferenza è causata da un battitore o un corridore, quel giocatore viene eliminato e tutti gli altri corridori devono tornare alla base che occupavano prima dell'interferenza. Se l'interferenza è commessa da un corridore con l'ovvia intenzione di evitare un doppio gioco, il battitore-corridore e il corridore che ha commesso l'interferenza vengono eliminati. Se l'interferenza è commessa da un battitore-corridore prima di raggiungere la prima base, vengono eliminati il battitore-corridore e il corridore più vicino a segnare un punto. Se l'interferenza è commessa da un corridore già eliminato o che ha già segnato un punto, viene eliminato il corridore che aveva la maggior probabilità di essere eliminato in una giocata regolamentare.
Non tutti i contatti fisici contano come interferenza. Un contatto fisico accidentale che non produce effetti sulla giocata viene generalmente ignorato; per essere giudicato come interferenza deve produrre un vantaggio alla squadra in attacco.
Un'interferenza potrebbe anche accadere in assenza di contatto fisico: se un corridore ostacola un difensore nel ricevere una palla battuta valida, l'azione viene giudicata come interferenza.

## Interferenza dell'arbitro
L'interferenza dell'arbitro si verifica quando un arbitro impedisce un tentativo di lancio da parte del ricevitore. Se il lancio del ricevitore riesce comunque a eliminare un corridore, la giocata è valida; in caso contrario, la palla è morta e i corridori devono tornare alla base che occupavano al momento del lancio del ricevitore.
L'interferenza arbitrale si verifica anche quando un arbitro viene colpito da una palla buona prima che questa abbia toccato un qualsiasi altro giocatore. Questo succede perché l'arbitro è all'interno del diamante o perché la palla passa la prima o la terza base in territorio buono e poi vira verso il territorio di foul e impatta l'arbitro che si trova appena fuori dalla linea di foul. In questo caso, la palla è morta e al battitore viene concessa la prima base e gli altri giocatori devono avanzare solo se obbligati.

## Interferenza del ricevitore
L'interferenza del ricevitore si verifica quando il ricevitore ostacola il battitore nel colpire una palla lanciata. Questo succede frequentemente quando il ricevitore si accuccia troppo vicino a casa base e la mazza colpisce la muffola del ricevitore durante uno swing.
In questo caso la giocata continua e dopo che la giocata è terminata, l'arbitro mette il gioco in pausa; come penalità, al battitore viene concessa la prima base, a tutti i corridori che stavano tentando di rubare una base viene concessa quella base e gli altri corridori avanzano di una base se obbligati. Inoltre, al ricevitore viene assegnato un errore. Tuttavia, se la giocata è più vantaggiosa della penalità, il manager della squadra difensiva può comunicare all'arbitro di ignorare l'infrazione.

## Interferenza di uno spettatore
Quando uno spettatore o un'altra persona non associata alle squadre (incluso personale dello staff dello stadio) altera una giocata in corso, è giudicata un'interferenza di uno spettatore. In questo caso la palla è morta e l'arbitro concede le basi o elimina i giocatori in base a come, secondo il suo giudizio, sarebbe continuata l'azione senza l'interferenza.